# Equipo de Copa Davis de Yugoslavia
El equipo de Copa Davis de Yugoslavia compitió de 1927 a 2003 y representó al Reino de Yugoslavia (hasta 1929 conocido como Reino de los serbios, croatas y eslovenos) de 1927 a 1939, la República Federativa Socialista de Yugoslavia (hasta 1963 la República Popular Federal de Yugoslavia) de 1946 a 1992, y la República Federativa de Yugoslavia de 1995 a 2003. Fue organizado por la Asociación Yugoslava de Tenis . Tras la desintegración de Yugoslavia en la década de 1990, se crearon equipos separados para las nuevas naciones que se separaron de Yugoslavia:
- Equipo de Copa Davis de Croacia (1993-)
- Equipo de Copa Davis de Eslovenia (1993-)
- Equipo de Copa Davis de Macedonia del Norte (1995- como la ex República Yugoslava de Macedonia)
- Equipo de Copa Davis de Bosnia y Herzegovina (1996-)

Un equipo que representaba a la República Federal de Yugoslavia volvió a competir de nuevo desde 1995. A partir de 2003, este país pasó a llamarse Serbia y Montenegro y el equipo de Copa Davis pasó a llamarse para reflejar lo mismo de 2004, poniendo fin a la participación de Yugoslavia en la Copa Davis. Tras nuevas divisiones en 2006, se crearon varios equipos nuevos para las partes constituyentes relevantes:
- Equipo de Copa Davis de Serbia (2007-)
- Equipo de Copa Davis de Montenegro (2007-)
- Equipo de Copa Davis de Kosovo (2016-)

Para conocer la historia y los récords de la República Federal de Yugoslavia (que consta solo de Montenegro y Serbia) y Serbia y Montenegro, consulte el equipo de Copa Davis de Serbia y Montenegro.
En 1952, Dragutin Mitić y Milan Branović, con 29 empates y 4 empates respectivamente, desertaron de la República Federativa Socialista de Yugoslavia.

## Jugadores
- Josip Palada - 37 participaciones
- Dragutin Mitić - 29 participaciones
- Franjo Punčec - 26 participaciones
- Boro Jovanović - 25 participaciones
- Nikola Pilić - 23 participaciones
- Željko Franulović - 22 participaciones
- Slobodan Živojinović - 21 participaciones
- Franjo Kukuljević - 18 participaciones
- Marko Ostoja - 11 participaciones
- Ilija Panajotovic - 11 participaciones
- Zoltan Ilin - 7 participaciones
- Vladimir Petrović - 7 participaciones
- Franjo Šefer - 7 participaciones
- Krešimir Friedrich - 3 participaciones

## Registro de victorias y derrotas
| Jugador              | Total V–D | Individuales V-D | Dobles D–V | Part. | Debut | Ediciones disputadas |
| -------------------- | --------- | ---------------- | ---------- | ----- | ----- | -------------------- |
| Željko Franulović    | 32-27     | 23-15            | 9-12       | 22    | 1967  | 12                   |
| Boro Jovanović       | 29–36     | 18-22            | 11-14      | 25    | 1959  | 15                   |
| Franjo Kukuljević    | 11-21     | 5-9              | 6-12       | 18    | 1930  | 10                   |
| Dragutin Mitić       | 41-29     | 28-15            | 13-14      | 29    | 1936  | 10                   |
| Josip Palada         | 42–32     | 31-21            | 11-11      | 37    | 1933  | 15                   |
| Ilija Panajotović    | 5-15      | 3-12             | 2-3        | 11    | 1953  | 8                    |
| Nikola Pilić         | 38-24     | 27-12            | 11-12      | 23    | 1961  | 11                   |
| Franjo Punčec        | 42-20     | 33-12            | 9–8        | 26    | 1933  | 8                    |
| Slobodan Živojinović | 36-26     | 24-15            | 12-11      | 24    | 1981  | 12                   |

## Participaciones
Reino de Yugoslavia
- 1927 - Zona de Europa, 2da ronda (perdiendo ante  India 0-3)
- 1928 - Zona de Europa, 1ra ronda (perdiendo ante  Finlandia 1-4)
- 1929 - Zona de Europa, 1ra ronda (perdiendo ante  Grecia 1-4)
- 1930 - Zona de Europa, 2da ronda (venciendo a  Suecia 5-0, perdiendo ante  España 0-5)
- 1931 - Zona de Europa, 2da ronda (perdiendo ante  Japón 0-5)
- 1932 - Zona de Europa, 2da ronda (perdiendo ante  Dinamarca 1-4)